# Stăpânul cărților
Stăpânul cărților (engleză The Pagemaster) este un film american artistic și de animație din 1994 regizat de Joe Johnston. Filmul este caracterizat de amestecul dintre animația și cinematografia clasică. Se bazează pe o scriere de 6 pagini de Charles Pogue cu titlul "Library Days", prezentată de David Kirschner către David Casci.
Acesta a rulat și în România pe Cartoon Network (în cadrul lui Cartoon Network Cinema) și mai apoi pe Boomerang (în cadrul lui Boomerang Cinema).

## Premis
Richard Tyler este un băiețel de zece ani, inteligent, dar și fricos, ce își trăiește viața înghesuit între calcule și statistici. Părinții lui sunt îngrijorați, copilul fiind diferit de ceilalți puști de vârsta sa. Într-o zi, tatăl lui Richard îi contruiește băiatului o casă în copac, sperând ca aceasta să-l mai scoată din casă. Având nevoie de cuie, Alan îl trimite pe Richard cu bicicleta, să cumpere o cutie. 
Pe drum, o ploaie torențială îl udă pe băiat din cap până-n picioare, acesta fiind nevoit să se adăpostească într-o bibliotecă care era în preajmă. La intrare, Richard este primit de Dl. Dewey, un bătrân bibliotecar, ce îi face preventiv un permis de bibliotecă. Richard este grăbit să-și telefoneze părinții și îl întreabă pe bătrân pe unde s-o ia ca să găsească doritul telefon. Străbătând holurile bibliotecii, băiatul ajunge în mijlocul unei săli imense, a cărei cupolă strălucește deasupra sa cu imagini din cărțile literaturii universale. Richard este absorbit de preafrumoasa pictură și nu observă cum picurii de pe hainele sale ude cad pe podea. Băiatul alunecă și se lovește la cap, fiind în câteva momente răpit de halucinații. Lumea din jur se transformă într-un univers animat.
Richard se trezește și îl întâlnește pe conducătorul tărâmului nou descoperit, Stăpânul Cărților. Acesta îi mărturisește băiatului că, pentru a se întoarce acasă, trebuie să facă față celor trei genuri artistice literare: aventura, fantezia și groaza. Richard pornește astfel în misiunea de a ieși din bibliotecă.

## Actori
- Macaulay Culkin - Richard Tyler
- Christopher Lloyd - Domnul Dewey/The Pagemaster
- Ed Begley Jr. - Alan Tyler
- Mel Harris - Claire Tyler
- Leonard Nimoy - Doctor Jekyll/Domnul Hyde
- Patrick Stewart - cartea Aventurii
- Frank Welker - cartea dragonului/Groazei
- Whoopi Goldberg - cartea Fanteziei

## Producție
- Regizor - Joe Johnston, Maurice Hunt
- Scriitor - David Kirschner, David Casci
- Compozitor - James Horner
- Operator - Alexander Gruszynski
- Montaj - Kaja Fehr

## Legături externe
- Stăpânul cărților la Internet Movie Database
- Stăpânul cărților pe site-ul The Big Cartoon DataBase
- Stăpânul cărților la Allmovie
- Stăpânul cărților la Box Office Mojo
- Stăpânul cărților la Rotten Tomatoes